# Цаплин, Матвей Константинович
Матве́й Константи́нович Ца́плин (1886, с. Сергеевка Шуйского уезда Владимирской губернии — 26 сентября 1918, близ Барнаула) — русский революционер, участник Гражданской войны, один из руководителей вооружённой борьбы с восставшим чехословацким корпусом, делегат 2-го Всероссийского съезда Советов.

## Биография
Из крестьянской семьи. Работал ткачом на предприятиях города Шуи. Участник революционных выступлений рабочих в 1905—1906 годах, член РСДРП с 1905, член Иваново-Вознесенского окружного комитета. В марте 1906 года был арестован и выслан на 4 года в Нарымский край Томской губернии, бежал оттуда, но был вновь арестован и водворен на место ссылки. С 1911 года жил в Томске, окончил курсы межевых техников, получил направление в Барнаул, приехал туда в 1916 году.
В марте 1917 года избран членом Барнаульского совета, членом земельной комиссии городской управы, отстаивал требования большевиков. В августе избран гласным городской думы, стал представителем большевиков в губернском земельном комитете. В сентябре избран председателем Барнаульского совета и председателем распорядительного бюро исполкома Алтайского губернского совета. Делегат II Всероссийского съезда советов от Алтайской губернии.
В декабре 1917 года стал председателем Барнаульского военно-революционного комитета. 26 мая 1918 года назначен председателем губернского ВРК, который был организатором борьбы с восставшим чехословацким корпусом. 15 июня 1918 года покинул Барнаул вместе с отступившими отрядами красногвардейцев. Вскоре после этого попал в плен к белогвардейцам и 26 сентября 1918 года был казнён в окрестностях Барнаула. Место захоронения Цаплина до настоящего момента не обнаружено.

## Увековечение памяти
Именем М. К. Цаплина названа улица в Барнауле и пригородный железнодорожный разъезд.
5 ноября 1977 года в 60-летнюю годовщину Октябрьской революции на проспекте Ленина около здания городской администрации Матвею Константиновичу был установлен памятник. Выполнен по проекту скульптора П. Л. Миронова и архитектора Н. А. Рудзе из гипса. На постаменте есть памятная надпись о председателе ВРК и барнаульского совета рабочих и солдат, расстрелянном белогвардейцами.